# Kabupaten Malinau
Kabupaten Malinau (indonesiska: Malinau) är ett kabupaten i Indonesien.   Det ligger i provinsen Kalimantan Utara, i den nordvästra delen av landet, 1 400 km nordost om huvudstaden Jakarta.